# Saint-Rémy-au-Bois
 Saint-Rémy-au-Bois  es una población y comuna francesa, situada en la región de Norte-Paso de Calais, departamento de Paso de Calais, en el distrito de Montreuil y cantón de Campagne-lès-Hesdin.

## Demografía
| 167 | 163 | 122 | 118 | 100 | 111 |
| Para los censos de 1962 a 1999 la población legal corresponde a la población sin duplicidades (Fuente: INSEE [Consultar]) |     |     |     |     |     |